# From Wishes to Eternity
From Wishes to Eternity, Nightwishs första DVD, släppt 2001. 
DVD:n, som är filmad under Wishmaster Tour år 2000, innehåller en fullängdskonsert, intervjuer och musikvideor. Nightwish avslutade sin Wishmaster Tour med denna konsert, och efter konserten får bandet guldskiva för singeln "Deep Silent Complete" samt för albumet "Wishmaster".

## Låtlista
1. The Kinslayer
2. She is My Sin
3. Deep Silent Complete
4. The Pharaoh Sails to Orion
5. Come Cover Me
6. Wanderlust
7. Crimson Tide/Deep Blue Sea
8. Swanheart
9. Elevenpath
10. FantasMic Part 3
11. Dead Boy's Poem
12. Sacrament of Wilderness
13. Walking in the Air
14. Beauty and the Beast
15. Wishmaster